# Bitter Sweet Symphony
Bitter Sweet Symphony è un singolo del gruppo musicale britannico The Verve, pubblicato il 16 giugno 1997 come primo estratto dal terzo album in studio Urban Hymns.

## Descrizione
Il brano è noto per il suo riff d'archi che caratterizza quasi l'intera composizione: esso è stato campionato dalla versione orchestrale di The Last Time, canzone dei Rolling Stones del 1965, riarrangiata dalla Andrew Oldham Orchestra per il loro album The Rolling Stones Songbook.

### Controversia legale
L'uso del sample di The Last Time non era stato autorizzato, nonostante i ripetuti tentativi della band di ottenere i diritti, per questo l'ABKCO Records, etichetta musicale che detiene i diritti di autore del materiale musicale dei Rolling Stones degli anni sessanta, citò in tribunale il gruppo per aver violato le norme sul diritto d'autore.
La causa si risolse in sede extragiudiziale, con l'ABKCO Records che acconsentì all'uso del campione solo dietro il pagamento del 100% delle royalties, e previo l'inserimento di Mick Jagger e Keith Richards fra gli autori della canzone.
Ad aprile 2019 Mick Jagger e Keith Richards hanno rinunciato ai diritti sulla canzone.

## Successo commerciale
Il brano ha raggiunto la seconda posizione nella classifica inglese Official Singles Chart.
Il pezzo è stato inserito al 382º posto nella lista delle 500 migliori canzoni di tutti i tempi secondo la rivista Rolling Stone.

## Citazioni
In un'intervista del 2016 per Noisey, a proposito del brano Richard Ashcroft ha dichiarato:

## Video musicale

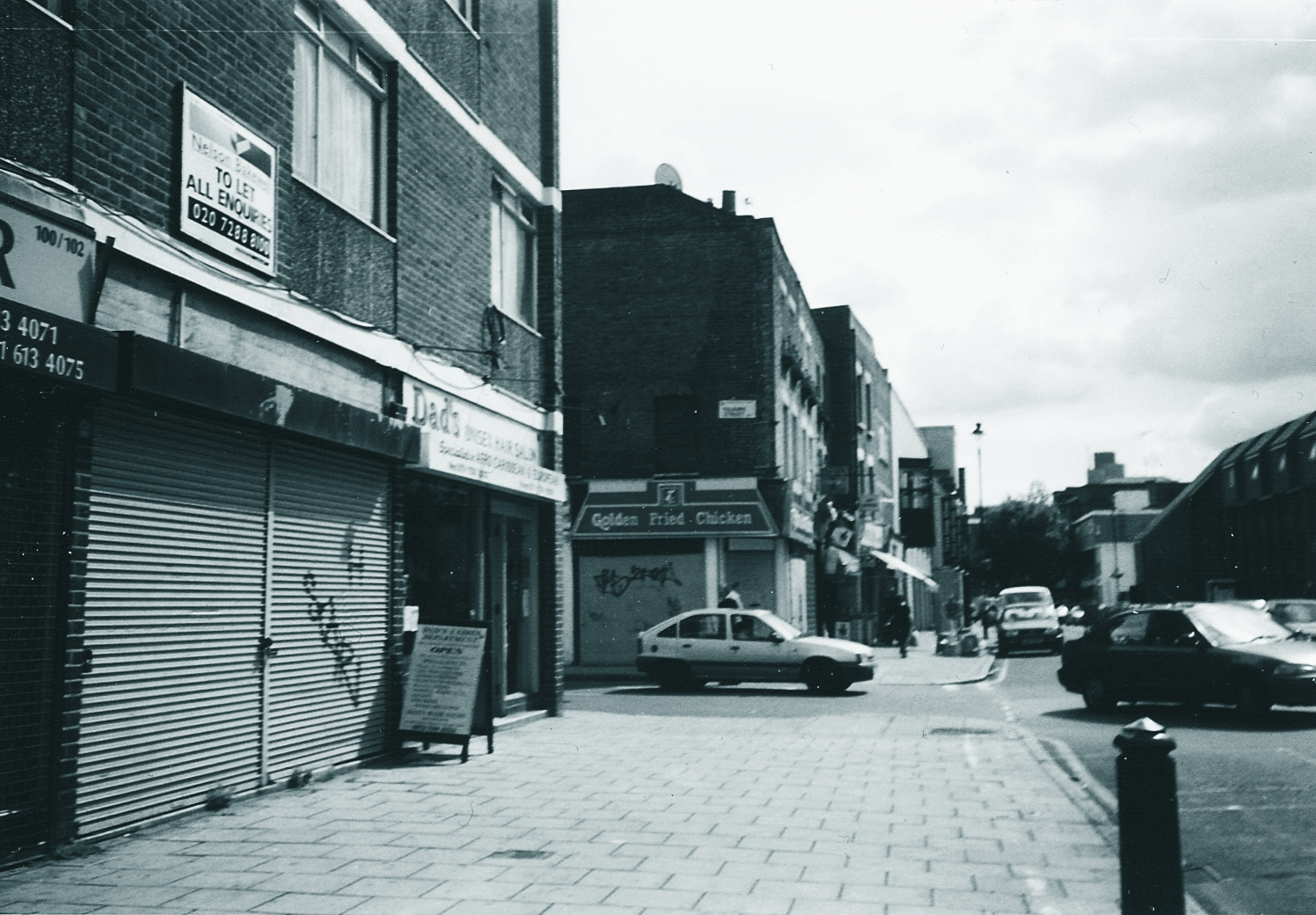
Hoxton Street, Londra, la location del video di Bitter Sweet Symphony

Nel video musicale, diretto da Walter Stern, il frontman Richard Ashcroft cammina lungo un marciapiede senza mai spostarsi o fermarsi, urtando chiunque incontri e continuando a guardare dritto cantando "No change, I can't change, I can't change". Sul finire del video musicale, gli altri componenti dei The Verve si uniscono a lui, per poi continuare a camminare senza una meta apparente.
La strada che appare nel video è Hoxton Street, a nord di Londra, diventata famosa proprio grazie alla canzone della band britannica.
Il video sembra essere basato su quello di Unfinished Sympathy dei Massive Attack ove si vede la cantante del gruppo, Shara Nelson, camminare lungo il West Pico Boulevard di Los Angeles mentre esegue il playback della canzone.

## Classifiche
| Classifica (1997/98)            | Posizione massima |
| ------------------------------- | ----------------- |
| Australia                       | 11                |
| Austria                         | 15                |
| Belgio (Fiandre)                | 21                |
| Belgio (Vallonia)               | 18                |
| Canada                          | 5                 |
| Canada (rock/alternative)       | 1                 |
| Europa                          | 10                |
| Finlandia                       | 6                 |
| Francia                         | 16                |
| Germania                        | 37                |
| Irlanda                         | 3                 |
| Italia                          | 1                 |
| Norvegia                        | 9                 |
| Nuova Zelanda                   | 15                |
| Paesi Bassi                     | 14                |
| Regno Unito                     | 2                 |
| Spagna                          | 2                 |
| Stati Uniti                     | 12                |
| Stati Uniti (adult alternative) | 3                 |
| Stati Uniti (alternative)       | 4                 |
| Stati Uniti (mainstream rock)   | 22                |
| Stati Uniti (pop)               | 23                |
| Svezia                          | 10                |
| Svizzera                        | 15                |

## Formazione
- Richard Ashcroft – voce
- Nick McCabe – chitarra
- Simon Tong – tastiera
- Simon Jones – basso
- Peter Salisbury – batteria

Altri musicisti
- Will Malone – conduzione, arrangiamento strumenti ad arco

## Riferimenti e altri usi
Nel 1998 la canzone è stata inserita nella colonna sonora dello spot italiano dell'Opel Astra.
È stata usata anche come sigla del TG Parlamento dell'allora TSP (Testata Servizi Parlamentari, oggi Rai Parlamento) dal 2003 al 2007 e come sigla del programma televisivo di Canale 5 Il senso della vita.
La canzone è inserita nella colonna sonora nel finale del film Cruel Intentions.
Nel 2003 la canzone è stata campionata per il brano Sweet Soca Music di Sugar Daddy in collaborazione con Mellow Marc e per uno dei primi spot di Banca Intesa.
Nell'episodio de I Simpson, Lo show degli anni '90 (19X11, 2008), le prime note della canzone accompagnano le scene in cui Homer e Marge iniziano ad entrare in crisi, quando lei si accorge di provare interesse per il suo professore universitario.
È stata infine usata come canzone sui titoli di coda del film del 2019 di Xavier Dolan, La mia vita con John F. Donovan. Il pezzo è anche la sigla di un programma di Michele Plastino, denominato "Goal senza frontiere", in onda il Martedì sera su T9.
Nel 2019 viene pubblicato un remix in versione dance ad opera di Gamper & Dadoni, ove il testo è cantato da Emily Roberts.
Nel 2022 con l'uscita della quinta stagione di The Crown una versione modificata della canzone è stata usata nel trailer, mentre compare come musica di sottofondo nell’ultima scena della sesta stagione della serie TV Élite.